# Oyochrysa sanguinea
Oyochrysa sanguinea is een insect uit de familie van de gaasvliegen (Chrysopidae), die tot de orde netvleugeligen (Neuroptera) behoort. 
Oyochrysa sanguinea is voor het eerst wetenschappelijk beschreven door Brooks in 1985.